# Flyktpunkt

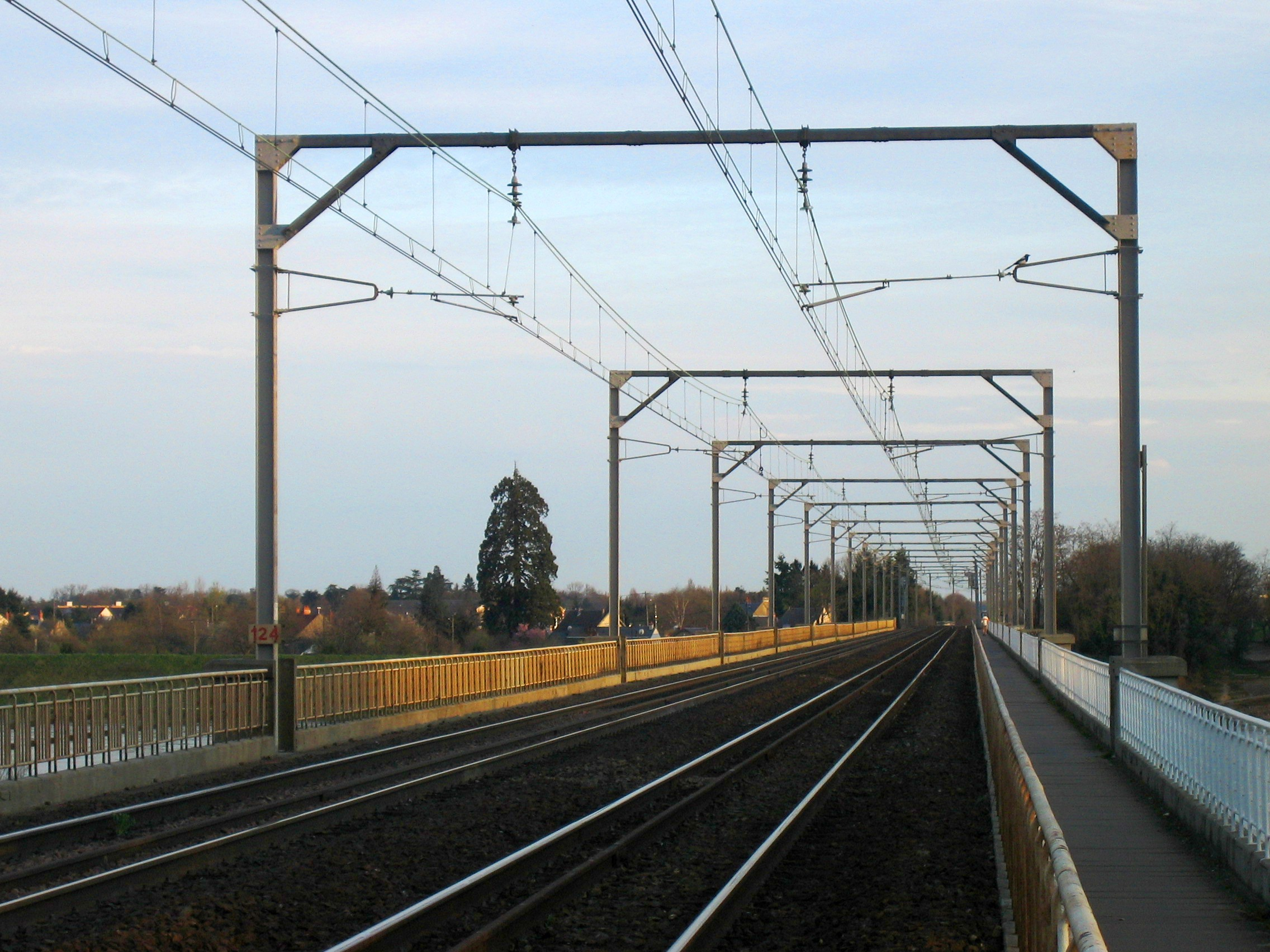
Parallella linjer som också är parallella med markplanet konvergerar i en flyktpunkt på horisonten.

En flyktpunkt i en avbildning är en punkt i vilken inbördes parallella linjer konvergerar vid centralprojektion. Flyktpunkter är grundläggande vid teckning av centralperspektiv.

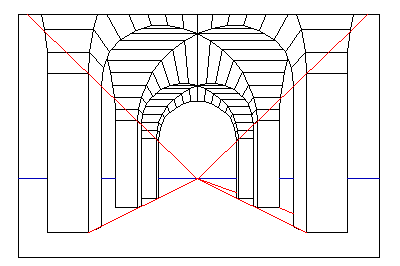
En flyktpunkt.
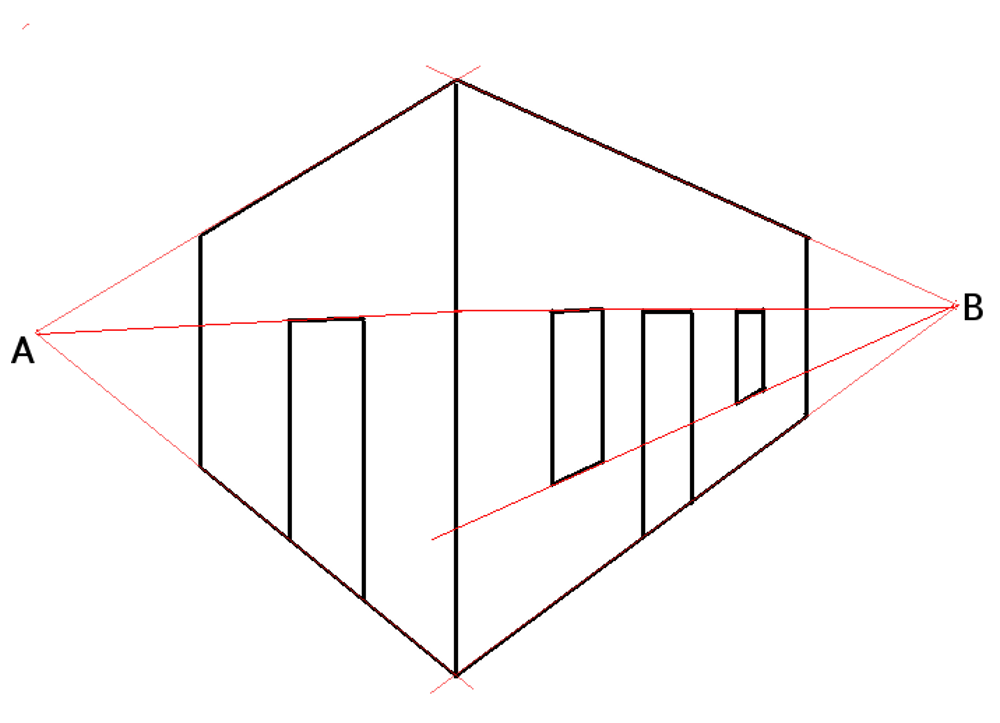
Två flyktpunkter.